# .cd
Pour les articles homonymes, voir CD.
 (mai 2016).
Si vous disposez d'ouvrages ou d'articles de référence ou si vous connaissez des sites web de qualité traitant du thème abordé ici, merci de compléter l'article en donnant les références utiles à sa vérifiabilité et en les liant à la section « Notes et références ».

Logo de NIC Congo

.cd est le domaine de premier niveau national (country code top level domain : ccTLD) réservé à la République démocratique du Congo. Il a été créé en 1997 pour remplacer le .zr (Zaïre), qui a été mis hors-service en 2001.
Hormis des noms tels que .com.cd, .net.cd, .org.cd et autres noms de 3 lettres ou moins, l’enregistrement de noms de domaine .cd est disponible pour tout un chacun, avec un surcoût par rapport au tarif moyen pratiqué (65 USD en 2009). Ce nom de domaine peut jouer sur l’abréviation accrocheuse de « compact disc » (CD) à l'instar des noms de domaines .fm, .am, .tv et .dj.

## Histoire
Initialement, les noms de domaine .cd étaient gérés par NIC Congo, service de la compagnie Congo Internet Management (CIM), basée à la fois à Kinshasa, capitale de la RDC, et à Jönköping en Suède. La CIM possédait un mandat exclusif de la Société congolaise des postes et télécommunications (OCPT) signé par la ministre des Télécommunications. Le prix de base de NIC est 50 € par an en 2006, et 65 USD en 2009.
Depuis le 21 décembre 2009, le mandat est passé à l’OCPT et le service s’appelle Congolese Network Information Center (CONIC). Les prix de base d’un domaine .cd est 65 USD.
En 2017, le nom de domaine .cd est rapatrié et la SCPT (ancien OCPT) est devenu le seul opérateur able à traiter les réservations et les renouvellements de nom de domaine .cd.